# Sofia de Hesse-Philippsthal
Sofía de Hessen-Philippsthal (en alemán Sofie von Hessen-Philippsthal ) (Philippsthal, 6 de abril de 1695 - Marburg, 8 de mayo de 1728). Era hija del landgrave Felipe de Hessen-Philippsthal (1655 - 1721) y de Caterina Amalia de Solms-Laubach (1654 - 1736).

## Matrimonio e hijos
El 3 de septiembre de 1723 se casó en Rinteln con Pedro Augusto de Schleswig-Holstein-Sonderburg-Beck (1697 - 1775), hijo del duque Federico Luís (1653 - 1728) y de Luisa Carlota de Augustenburg (1658). Tuvieron tres hijos:
- Carlos (1724-1726 )
- Ulrica Amalia, nacida y muerta en 1726 .
- Carlos Anton (1727 - 1759), casado con su prima Frederica de Dohna-Schlobitten (1738 - 1786).